# Federico Colpi
Federico Colpi (Padova, 4 gennaio 1969) è un editore e traduttore italiano, specializzato in manga ed anime.
Trasferitosi in Giappone nel 1990, Federico Colpi ha concentrato la sua attività sulla promozione in Europa del fumetto e dell'animazione giapponesi, stipulando accordi con le case editrici Shūeisha, Shogakukan, Tokuma Shoten, Akita Shoten, Kadokawa Media Office (ora Kadokawa Shoten), Shinshokan, Seishinsha per l'importazione e l'adattamento di manga ed anime, con particolare attenzione al mercato europeo.
Oltre a ottenere licenze per le traduzioni di titoli quali Devilman, Mazinga Z, Capitan Harlock, Nausicaä della Valle del vento, ne ha tradotto alcune in lingua italiana, fra le quali Lamù e Ranma ½ (Rumiko Takahashi), Sanctuary (Sho Fumimura e Ryōichi Ikegami), Patlabor (Masami Yuki) e altre opere di Gō Nagai, Masamune Shirow e Leiji Matsumoto. Ha anche curato la licenza dell'edizione francese di Dragon Ball per Glénat.

## "I Nostri Eroi" e "Yamato" (1981-1985)
Colpi collabora alla fondazione della fanzine italiana di animazione giapponese "I Nostri Eroi" assieme a Francesco Di Sanzo, Caterina Cantone e Irene Cantoni. Si occupa di mantenere i contatti con Canale 5, Italia 1 e Rete 4 e disegna diversi fumetti. Quando "I Nostri Eroi" chiude e viene di fatto assorbita da "Yamato", Colpi collabora con i propri fumetti per un solo numero, ma poi rinuncia per concentrarsi nello studio.

## Granata Press (1990-1993)
Colpi comincia la sua collaborazione con Granata Press come corrispondente dal Giappone, con numerose interviste a Toei Animation, Shingō Araki, Kazuo Komatsubara, Yoshinori Kanada, Hayao Miyazaki ecc. Contemporaneamente si occupa anche dell'acquisizione delle licenze manga e video, portando in Italia serie quali Mazinga Z, Il Grande Mazinga, Appleseed, Black Magic, Dominion Tank Police, I Cavalieri dello Zodiaco, Ken il guerriero, Patlabor, Nausicaa della Valle del Vento, Ranma ½ e molti altri. Cura anche numerosi editoriali sia in Mangazine che in Nova Comix.
Svolge lo stesso lavoro per la francese Glénat e la spagnola Planeta De Agostini, curando le licenze di Dragon Ball, RG Veda, Tokyo Babylon e delle opere di Hayao Miyazaki, nonché scrivendo per la rivista spagnola Shonen Magazine. Abbandona Granata Press nel 1993.

### Titoli acquisiti e tradotti / supervisionati da Federico Colpi

#### Manga e Libri Illustrati
- Akemi Takada Illustrations (volume creato su iniziativa di Colpi con il distributore giapponese Nippan solo per l'Europa e gli Stati Uniti)
- Appleseed di Masamune Shirow
- Baoh, di Hirohiko Araki
- Battle Angel Alita, di Yukito Kishiro
- Bastard!!, di Kazushi Hagiwara
- Candy Candy, di Kyoko Mizuki e Yumiko Igarashi (fu tradotto ma mai pubblicato dopo che le due autrici bloccarono tutte le edizioni, inclusa quella giapponese)
- Capitan Harlock, di Leiji Matsumoto
- Crying Freeman, di Ryōichi Ikegami
- Devilman, di Gō Nagai
- Dirty Pair (anime-comics creato su iniziativa di Colpi con Sunrise e il distributore giapponese Nippan solo per l'Italia e gli Stati Uniti)
- Dragon Ball, di Akira Toriyama (solo per la Francia)
- Il Grande Mazinger, di Gō Nagai
- Grey, di Yoshihisa Tagami
- Gundam 0083 (anime-comics creato su iniziativa di Colpi con Sunrise e il distributore giapponese Nippan solo per l'Italia e gli Stati Uniti)
- Gundam Illustrations (anime-comics creato su iniziativa di Colpi con Sunrise e il distributore giapponese Nippan solo per l'Italia e gli Stati Uniti)
- Haruhiko Mikimoto Illustrations (volume creato su iniziativa di Colpi con il distributore giapponese Nippan solo per l'Europa e gli Stati Uniti)
- Horobi di Yoshihisa Tagami
- I Cavalieri dello zodiaco, di Masami Kurumada
- Lady Oscar, di Ryoko Ikeda
- Mao Dante, di Gō Nagai
- Mazinger Z, di Gō Nagai
- Nausicaä della Valle del vento, di Hayao Miyazaki
- Ken il guerriero, di Yoshiyuki Okamura e Tetsuo Hara
- Patlabor (manga), di Masami Yūki
- Ranma ½, di Rumiko Takahashi (rimasto incompleto alla chiusura di Granata Press)
- RG Veda, di CLAMP (solo per la Spagna)
- Sanctuary, di Sho Fumimura e Ryōichi Ikegami
- Tokyo Babylon, di CLAMP (solo per la Spagna)
- Ushio e Tora, di Kazuhiro Fujita (rimasto incompleto alla chiusura di Granata Press)
- X (manga), di CLAMP (solo per la Spagna)
- Xenon, di Masaomi Kanzaki

Anime (tutti gli anime rimasti interrotti alla chiusura di Granata Press furono poi continuati da Dynamic Italia)
- I Cavalieri dello Zodiaco (film)
- Conan il ragazzo del futuro (serie TV)
- Dangaio (OAV)
- Danguard (serie TV)
- Devilman, la nascita, Devilman - L'arpia Silen (OAV)
- Iczer-1 (OAV)
- Giant Robot - Il giorno in cui la Terra si fermò
- Ken il guerriero - Il film (film)
- Ken il guerriero (serie TV)
- Maison Ikkoku - Cara dolce Kyoko (serie TV)
- Maison Ikkoku Last Movie (film)
- Ranma ½ (serie TV e OAV)
- Rumic World

## Dynamic Group of Companies (1994~2001)
Nel 1994 Colpi abbandona la carriera di agente indipendente per unirsi alla Dynamic Planning di Gō Nagai, dove promuove una rete internazionale di compagnie in Asia ed Europa, il Dynamic Group of Companies che arriverà nel 2001 a comprendere Dynamic Italia, Dynamic Visions (Belgio), Dynamic Iberia/Selecta Vision e Dynamic Sk Espana (Spagna), Dynamic Portugal (Portogallo), Dynamic Multimedia Taiwan, Dynamic Multimedia Hong Kong e Dynamic Entertainment Europe (Paesi Bassi).
Il gruppo in breve diventa uno dei leader europei del settore, con oltre venti titoli in home video pubblicati ogni mese in 8 lingue diverse, tutti supervisionati da Colpi. Tra i maggiori successi da citare Dragon Ball, Dragon Ball Z, Dr. Slump, I Cavalieri dello Zodiaco, Ken il guerriero, Neon Genesis Evangelion, Escaflowne, Trigun, Inuyasha, City Hunter, Lady Oscar, Cat's Eye, Ranma ½ e molti altri. Cura anche l'acquisizione di Pokémon e del fumetto di Slam Dunk: la prima viene tuttavia scartata dai partners europei perché giudicata "troppo infantile", la seconda perché "i fumetti di sport non hanno mercato". Colpi rinuncia dunque a Pokémon e offre la licenza di Slam Dunk a Panini Comics, che ne farà uno dei suoi primi cavalli di battaglia.
L'ultima licenza acquisita per il Dynamic Group of Companies diventa Mobile Suit Gundam, dopodiché Colpi si trova costretto a ritirarsi temporaneamente per una malattia che lo lascia semi-paralizzato per oltre sei mesi.

### Titoli acquisiti, editi e supervisionati da Federico Colpi

#### Anime
- Aika (OAV)
- Alexander - Cronache di guerra di Alessandro il Grande (serie TV)
- Angel Sanctuary (OAV)
- Armitage III (OAV)
- Armitage III: Poly-Matrix (film)
- Armitage III: Dual-Matrix (film)
- Babil Junior - La leggenda (OAV)
- Bem il mostro umano (serie TV)
- Blue Submarine No. 6 (OAV)
- Boogiepop Phantom (serie TV)
- Boys Be (serie TV)
- I Cavalieri dello Zodiaco (film)
- Chi ha bisogno di Tenchi? (OAV)
- Chi ha bisogno di Tenchi? Tenchi Muyo in love (film)
- Chi ha bisogno di Tenchi? La vigilia dell'estate (film)
- Chi ha bisogno di Tenchi? Tenchi Muyo in love 2 (film)
- I cieli di Escaflowne (serie TV)
- Il cielo azzurro di Romeo (serie TV)
- La città delle bestie incantatrici (film)
- City Hunter III (serie TV)
- Il club della magia! (OAV)
- Conan il ragazzo del futuro (serie TV)
- Cowboy Bebop (serie TV)
- Cutey Honey - La combattente dell'amore (OAV)
- Dai-Guard (serie TV)
- Danguard (serie TV)
- Daitarn 3 (serie TV)
- Il destino di Kakugo (OAV)
- Devil Lady (serie TV)
- Devilman, la nascita, Devilman - L'arpia Silen (OAV)
- Dimension Hunter Fandora (OAV)
- Dragon Ball (film)
- Dragon Ball GT (serie tv, riedizione delle VHS De Agostini)
- Dragon Ball Z - Le origini del mito (special TV)
- Dragon Ball Z - La storia di Trunks (special TV)
- Dr. Slump e Arale (film)
- Eat-Man (serie TV)
- El Hazard (OAV)
- Excel Saga (serie TV)
- Fire Emblem (OAV)
- Fire Force DNA Sights 999.9 (OAV)
- Final Fantasy - La leggenda dei cristalli (OAV)
- Fushigi yûgi - Il gioco misterioso (OAV)
- Galaxy Cyclone Bryger (serie TV)
- Gakusaver - Machine Shooting Star (OAV)
- Getter Robot - The Last Day (OAV)
- Ghost Sweeper Mikami - La resurrezione di Nosferatu (film)
- Giant Robot: Il giorno in cui la Terra si fermò (OAV)
- Golden Boy (OAV)
- Il Grande Mazinga contro Getta Robot (film)
- Il Grande Mazinga contro Getta Robot G (film)
- Great Teacher Onizuka (serie TV)
- Green Legend Ran (OAV)
- Guru Guru - Il girotondo della magia (serie TV)
- Hanappe Bazooka (OAV)
- Hand Maid May (serie TV)
- Harlock Saga - L'anello dei Nibelunghi e L'oro del Reno (OAV)
- Harmagedon - La guerra contro Genma (film)
- Hyper Doll - Mew & Mica the Easy Fighter (OAV)
- Iczelion (OAV)
- Idol Project (OAV)
- Inuyasha (serie TV, episodi dall'1 al 26)
- Ken il guerriero - Il film (film)
- K.O. Century Beast III (OAV)
- Kojiro (due serie OAV e film)
- Il leone nero (film)
- Last Exile (serie TV, solo per il Nord Europa e Russia)
- Le nuove avventure di Lupin III (seconda serie, solo per la Germania)
- Lupin III - All'inseguimento del tesoro di Harimao (special TV)
- Lupin III - Dead or Alive (film)
- Lupin III - Il mistero delle carte di Hemingway (special TV)
- Lupin III - Le profezie di Nostradamus (film)
- Lupin III - Il segreto del Diamante Penombra (special TV)
- Lupin III - Ruba il dizionario di Napoleone! (special TV)
- Lupin III - Spada Zantetsu, infuocati! (special TV)
- Lupin III - Tokyo Crisis (special TV)
- Lupin III - Walther P38 (special TV)
- Magical Girl Pretty Samy (OAV)
- Maison Ikkoku - Cara dolce Kyoko (serie TV)
- Maison Ikkoku Last Movie (film)
- Manie-Manie - I racconti del labirinto (film)
- Maps (OAV)
- Master Mosquiton (OAV)
- Mazinga Z contro Devilman (film)
- Mazinga Z contro il Generale Nero (film)
- Meremanoid - La leggenda delle profondità marine (serie TV)
- Il minatore dello spazio (OAV)
- Mobile Battleship Nadesico (serie TV)
- Mobile Suit Gundam (serie TV)
- Nanako - Manuale di genetica criminale (serie TV)
- Nazca (serie TV)
- Neon Genesis Evangelion (serie TV)
- Neoranga - L'arcana divinità del mare del sud (serie TV, episodi dall'1 al 24)
- NieA_7 (serie TV)
- Night Warriors: Darkstalkers' Revenge (OAV)
- Nuku Nuku, l'invincibile ragazza gatto (prima serie OAV)
- Occhi di gatto (serie TV, entrambe le stagioni, versione televisiva)
- Oh, mia dea! (OAV)
- Orange Road (serie TV)
- Orange Road The Movie: ...e poi, l'inizio di quella estate... (film)
- Lo stregone Orphen (serie TV)
- Il paradiso delle dee (OAV)
- Il pazzo mondo di Go Nagai (OAV)
- Pet Shop of Horrors (OAV)
- Queen Emeraldas (OAV)
- Ranma ½ (serie TV, fino all'episodio 125, e OAV)
- Ranma ½: Le sette divinità della fortuna (film)
- Ranma ½: La sposa dell'isola delle illusioni (film)
- Ranma contro la leggendaria fenice (film)
- Saiyuki - La leggenda del demone dell'illusione (prima serie TV)
- Sakura Mail (OAV)
- Il Segno della Sirena (OAV)
- Serial Experiments Lain (serie TV)
- Le situazioni di Lui & Lei (serie TV)
- Shamanic Princess (OAV)
- Shin Getter Robot contro Neo Getter Robot (OAV)
- Shutendoji (OAV)
- Spiriti & Affini S.r.l. - Società a razionalità limitata (OAV)
- Strange Dawn (serie TV)
- Street Fighter II V (serie TV)
- SuperDoll Rika-chan (serie TV)
- Super Gals! (serie TV, episodi dall'1 al 26)
- Tattoon Master (OAV)
- Tekken - The Animation (film)
- Trigun (serie TV)
- UFO Robot Goldrake contro il Grande Mazinga (film)
- UFO Robot Goldrake, il Grande Mazinga e Getta Robot G contro il Dragosauro (film)
- Wedding Peach DX (OAV)
- Zambot 3 (serie TV)

#### Manga
- Be Free!
- Black Jack
- Cowboy Bebop
- Deadman
- Il destino di Kakugo
- Devilman
- Excel Saga - Fumetto sperimentale insensato (serie interrotta all'undicesimo volume in occasione della rottura tra Dynamic Planning e Dynamic Italia)
- Fatal Fury 2 - La leggenda dei lupi famelici
- Gals!
- Getter Robot G
- Golden Boy
- Great Teacher Onizuka
- Guru Guru - Il girotondo della magia (serie interrotta al nono volume in occasione della rottura tra Dynamic Planning e Dynamic Italia)
- Hellsing
- Il giocattolo dei bambini
- Jeeg robot d'acciaio
- Koudelka
- Mao Dante
- MazinSaga
- Record of Lodoss War - La guerriera di Pharis
- Le situazioni di Lui & Lei
- Saiyuki
- Saiyuki Reload
- Slam Dunk (licenziato a Panini Comics)
- SuperDoll Rika-chan
- Trigun
- Trigun Maximum
- Utena la fillette révolutionnaire - The Movie: Apocalisse adolescenziale
- Violence Jack
- Violence Jack - Storie dall'inferno
- Koudelka
- Kugutsu - Il teatro dei demoni

## d/visual incorporated (2001~)
Federico Colpi e Toyoyuki Yokohama assumono la direzione di una joint-venture (50/50) fra Dynamic Planning e Omega Project (Gruppo Marubeni) fondata nel 2001 e chiamata d/world incorporated. Tuttavia a poche settimane dalla fondazione, Marubeni registra forti passivi nei settori chiave di energia, petrolchimici e materiale plastici, decidendo quindi di abbandonare tutte le attività secondarie, inclusa la produzione e distribuzione di anime. Nell'ottobre 2002 Colpi e Kazuhiko Murata, direttore amministrativo di d/world inc., ne acquisiscono le quote da Marubeni e Dynamic Planning e la fondono con la neonata d/visual. La d/visual, per quanto indipendente dalla Dynamic Planning, che non ne detiene alcuna quota azionaria, inizialmente opera di fatto come una sua divisione internazionale col compito di recuperare le insolvenze verso i licenziatari del defunto "Dynamic Group of Companies". Dal 2004, risolte tutte le vertenze lasciate aperte dagli ex-partner europei, Colpi converte d/visual in una casa editrice perseguendo i medesimi obiettivi che l'avevano indotto ad appoggiare il "Dynamic Group of Companies". Oltre a pubblicare versioni di alta qualità e corredate di un ampio apparato filologico di grandi successi del passato come Le Rose di Versailles, Capitan Harlock, Appleseed, Ken il guerriero, introduce per la prima volta sul mercato italiano autori classici come Shigeru Mizuki, Shōtarō Ishinomori e Mitsuteru Yokoyama, assieme a promettenti nuovi autori quali Shintarō Kago, Yu Kinutani, Torao Asada ecc. Pubblica inoltre l'edizione completa deluxe in 24 volumi di Slam Dunk, incluso anche il volume finale "10 days after..." inedito in Italia. Da notare anche la Goooo! Collection, nella quale raccoglie lavori editi e inediti di Gō Nagai per un totale di oltre cento volumi.
d/visual pubblica anche due titoli in DVD: La voce delle stelle, opera di esordio di Makoto Shinkai, col quale Colpi intrattiene rapporti d'amicizia in quanto l'ufficio di d/world inc. e quello di Shinkai sono stati a lungo dirimpettai; e la collana Mazinkaiser, la prima e unica serie animata prodotta da d/world inc. Si occupa della distribuzione italiana della prima versione in DVD di UFO Robot Goldrake, pubblicata da Toei Animation e Dynamic Planning. La serie si interrompe al penultimo DVD a causa di un contenzioso tra queste due ultime. d/world inc. produce anche il primo cortometraggio giapponese totalmente in computer graphic, una versione di Cutie Honey con sceneggiatura di Dai Sato, regia di Hiroyuki Kitakubo e design di Kazuya Sasahara. Il film viene anche annunciato su una rivista specializzata con un ampio corredo di immagini; ma la produzione viene bruscamente interrotta quando Dynamic Planning decide di licenziare il titolo a Hideaki Anno per la produzione di un film dal vivo.
Nel 2011 d/visual cede tutte le sue attività di publishing e home video a un editore taiwanese per la parte asiatica e a Grani & Partners per quella europea, concentrandosi solo sul settore produttivo. Forma un'alleanza con uno studio di Taiwan e uno di Bangkok, in seguito acquisendoli, e oggi conta su uno staff di oltre 100 artisti che si sono occupati della produzione delle scene in computer grafica di numerosi successi, inclusi Shin Godzilla di Hideaki Anno; i videogiochi Gravity Daze e Fire Emblem; il film Final Fantasy XV Kingsglaive; il corto animato Patlabor Reboot; e soprattutto la serie televisiva live Garo, della quale cura la produzione dal 2012.
Colpi vive attualmente tra Tokyo, Bangkok, Taipei e Pechino.

### Titoli pubblicati e tradotti / supervisionati da Federico Colpi (in giapponese)
- Disney Mighty Powerduck (PK - Paperinik New Adventures)
- Disney Tantei Mickey no boken (Mickey Mouse Mystery Magazine)

### Titoli pubblicati e tradotti / supervisionati da Federico Colpi (in italiano)

#### Manga
- Amon - The Darkside of Devilman
- Appleseed
- Babil Junior  (serie principale di 7 volumi completata, mentre l'8º e ultimo volume contenente una storia a parte ambientata in una realtà alternativa non è stato pubblicato)
- Beast of East (interrotta al volume 1 di 3)
- Birth
- Capitan Harlock
- Cutie Honey '21
- Devil Lady
- Devilman
- Devilman - Time Travellers
- Dynamic Heroes
- Dynamic Superobot Wars
- Enciclopedia delle Kagate
- Getter Saga
- Il Grande Mazinger
- Guerrilla High
- Gunslinger Girl  (interrotta al volume 10 di 15 dopo il passaggio a GP Publishing)
- Kajimunugatai
- Kaze  (interrotta al volume 3 di 8 dopo il passaggio a GP Publishing)
- Kekko Kamen
- Ken il guerriero
- Kitaro dei cimiteri
- La Divina Commedia
- La regina dei mille anni
- Le Rose di Versailles
- La Strada di Ryu (interrotta al volume 1 di 5 dopo il passaggio a GP Publishing)
- La voce delle stelle
- Leviathan (interrotta al volume 5 di 11 dopo il passaggio a GP Publishing)
- Mao Dante
- Mao Dante - Nuova serie
- Maria Ammazzatutti  (interrotto al volume 1)
- Mars
- Masked Rider
- Mazinger Angels
- Mazinga Z
- Overman King Gainer  (interrotta al volume 5 di 7 dopo il passaggio a GP Publishing)
- Pied Piper (interrotta al volume 4 di 6 dopo il passaggio a GP Publishing)
- Robot  (interrotta al volume 2 di 10)
- Ryu il ragazzo delle caverne
- Sakura Mail (interrotta al volume 1)
- Shutendoji
- Silent Möbius  (serie principale di 12 volumi completata, mentre i 3 volumi che concludono l'opera -che erano stati annunciati- non sono stati pubblicati dopo il passaggio a GP Publishing)
- Slam Dunk
- Strange Days - The Apocalypse of Devilman
- Tokyo Babylon
- Tokyo Tribe 2  (interrotta al volume 1 di 12 dopo il passaggio a GP Publishing)
- Ufo Robot Goldrake - Ufo Robot Grendizer
- Ultra Heaven  (interrotta al volume 2 di 3 in corso... dopo il passaggio a GP Publishing)
- Urotsukidoji
- Violence Jack  (interrotta al volume 19 di 45 dopo il passaggio a GP Publishing)
- Yapoo - Il bestiame umano
- Yoshitoshi ABe lain illustrations
- Z Mazinger

#### Anime
- La voce delle stelle (DVD unico)
- Mazinkaiser (serie in 7 episodi racchiusi in 2 DVD)
- Mazinkaiser contro il Generale Nero (DVD unico)

Anime (solo distribuzione e supervisione dell'edizione italiana)
- Ufo Robot Goldrake (serie interrotta dagli editori Dynamic Planning e Toei Animation dopo che le due case giapponesi si affrontarono in tribunale per questioni non legate a questo prodotto. 10 DVD pubblicati su 12 previsti)

## Altre attività
Federico Colpi ha scritto numerosi articoli su riviste specializzate e saggi su anime e manga, in Giappone, Italia, Spagna e Francia. La televisione nazionale giapponese NHK nel 1997 gli ha dedicato un documentario intitolato "Salvate gli Anime! Federico Colpi" (Nihon no anime o sukue! Federico Colpi) e ha partecipato a numerosi programmi televisivi e radiofonici locali.
Oltre ad aver accompagnato Go Nagai in tutti i suoi viaggi all'estero fino al tour di Giordania, Kuwait, Egitto e Dubai del 2009, si è anche distinto per aver accompagnato in Italia più volte Hayao Miyazaki, anche in occasione della 61ª Mostra internazionale d'arte cinematografica di Venezia e la 62ª dove il regista giapponese venne premiato col Leone d'Oro alla Carriera, e Katsuhiro Otomo, prima per la presentazione di Memories a Cartoombria, poi durante il Giro d'Italia 2007 assieme a Katsuya Terada.

## Opere

### Autore
- Lo sviluppo dei manga e le loro radici culturali, Università di Venezia, 1995.[7][5]
- CLAMP - Tokyo Babylon (postfazione al terzo volume dell'edizione bunkoban), 2000, Shinshokan, ISBN 4-403-50027-7.